# Liisa Jaakonsaari
Liisa Anneli Jaakonsaari, född 2 september 1945 i Uleåborg, är en finländsk socialdemokratisk politiker. 
Liisa Jaakonsari var stadsfullmäktige i Uleåborg 1972-95 och riksdagsledamot 1979–2009. År 2009 blev hon invald i Europaparlamentet med 45 325 röster.
Liisa Jaakonsaari var 1995-99 arbetsminister i Paavo Lipponens regering. 

## Utmärkelser
- Riddartecknet av I klass av Finlands Lejons orden,  6 december 1988[4]
- Kommendörstecknet av Finlands Vita Ros’ orden,  6 december 1996[5]

[Redigera Wikidata]